# Galanta
Galanta (Alemão: Gallandau, Húngaro: Galanta) é uma pequena cidade (aproximadamente 16.000 habitantes) na Eslováquia. A cidade está situada a 50 km a leste da capital eslovaca Bratislava.

## Demografia
| Ano:        | 1994   | 2004   | 2014   | 2024   |
| ----------- | ------ | ------ | ------ | ------ |
| Broj ljudi: | 16 823 | 16 000 | 14 977 | 15 358 |
| Razlika:    |        | -4,89% | -6,39% | +2,54% |

| Ano:               | 2023   | 2024   |
| ------------------ | ------ | ------ |
| Número de pessoas: | 15 339 | 15 358 |
| Diferença:         |        | +0,12% |